# Ключ 76
| 欠                     | 欠                    | 欠                    |
| ---------------------- | --------------------- | --------------------- |
| 75                     | 76                    | 77                    |
| Піньінь:               | qiàn                  | qiàn                  |
| Чжуїнь:                | ㄑㄧㄢˋ               | ㄑㄧㄢˋ               |
| Вейд-Джайлз:           | ch'ien4               | ch'ien4               |
| Ютпхін:                | him3                  | him3                  |
| Он:                    | ケン, ケツ ketsu, ken | ケン, ケツ ketsu, ken |
| Кун:                   | あくび akubi          | あくび akubi          |
| Кандзі:                | 欠伸 akubi            | 欠伸 akubi            |
| Хун:                   | 하품 hapum            | 하품 hapum            |
| Им:                    | 흠 heum               | 흠 heum               |
| Індекс у Вікісловнику: | 欠                    | 欠                    |

Ключ 76 — ієрогліфічний ключ, що означає борг, відсутність або позіхати і є одним із 34 (загалом існує 214) ключів Кансі, що складаються з чотирьох рисок.
У Словнику Кансі 235 символів із 40 030 використовують цей ключ.

## Символи, що використовують ключ 76

Як писати ієрогліф.

| без додаткових | 欠                            |
| 2 додаткові    | 次 欢                         |
| 4 додаткові    | 欣 欤 欥 欦 欧                |
| 5 додаткових   | 欨 欪                         |
| 6 додаткових   | 欫 欬 欭 欮 欯 欰 欱          |
| 7 додаткових   | 欲 欳 欴 欵 欶 欷 欸          |
| 8 додаткових   | 欹 欺 欻 欼 欽 款 欿          |
| 9 додаткових   | 欩 歀 歁 歂 歃 歄 歅 歆 歇 歈 |
| 10 додаткових  | 歊 歋 歌 歍                   |
| 11 додаткових  | 歉 歎 歏 歐 歑 歒 歓          |
| 12 додаткових  | 歔 歕 歖 歗 歘 歙 歚          |
| 13 додаткових  | 歛 歜 歝                      |
| 14 додаткових  | 歞 歟                         |
| 15 додаткових  | 歠                            |
| 18 додаткових  | 歡                            |